# Портрет Средневековья

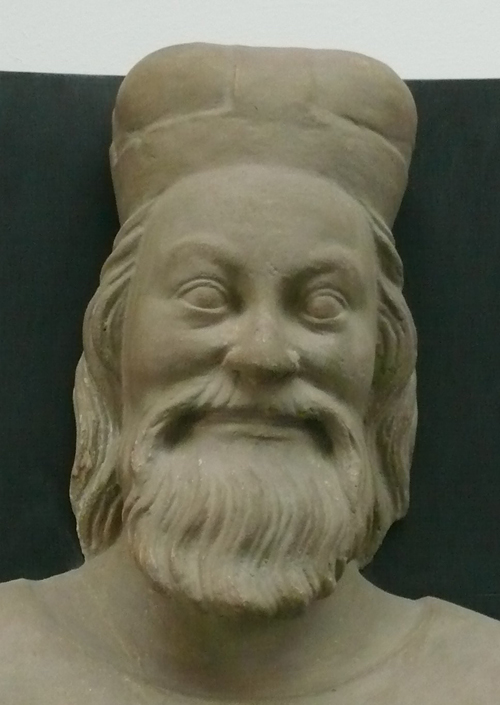
Портрет Иоанна Генриха, маркграфа Моравии. Петер Парлер и мастерская. Между 1379—1386, Собор святого Вита, Прага

Портрет Средневековья, портретное искусство Средних веков — определённая стадия в истории развития портретного жанра, проявившаяся в потере им реалистичности и проявлении бо́льшего интереса к духовности изображённых.
В портретах раннехристианской эпохи долго сохраняются реминисценции античного реализма. Позднее — в каролингскую и романскую эпоху — окончательно стираются грани между иконой и портретным образом. В период зрелого Средневековья начинается обратный процесс: в произведения готики начинает возвращаться натурализм, который заложит основы развития Возрождения.

## Раннее Средневековье

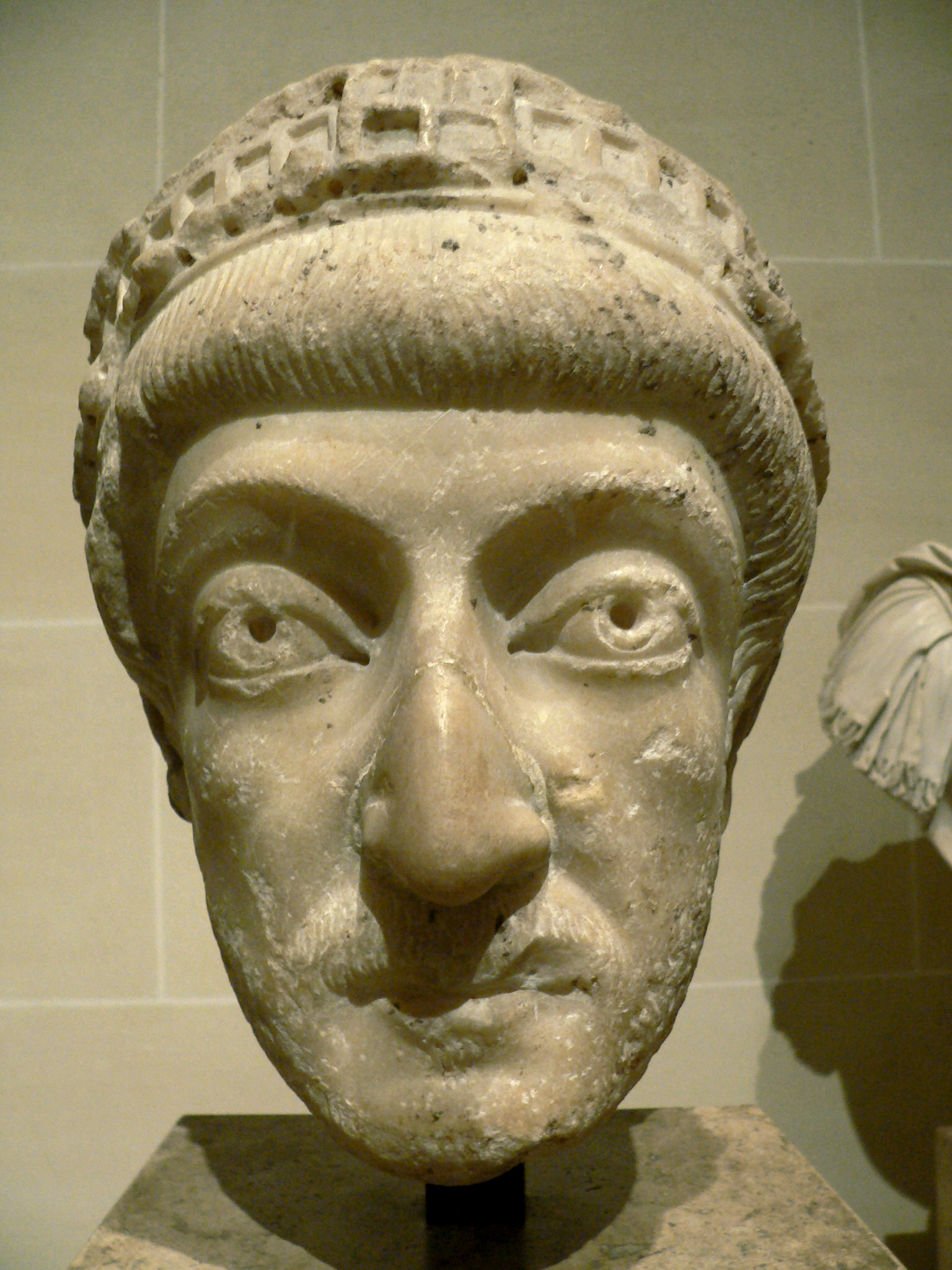
Император Феодосий II — скульптура византийского императора V века относится к последнему периоду развития римского скульптурного портрета и явственно демонстрирует черты, которые будут актуальны в портрете средневековья — потеря портретного сходства, акцент на глаза, так как они отражают духовную жизнь

### Идеология
Средневековое искусство не знало портрета в современном значении этого понятия, то есть «жизненно достоверного изображения индивидуального человеческого лица». В отличие от мастеров Древнего Египта, античности или позднейшего Нового времени, средневековые художники не преследовали задачу живого сходства образа с оригиналом. Принцип «подражания натуре» был чужд эстетической природе Средних Веков. Но, как пишет Виктор Гращенков, не следует рассматривать это время как «перерыв» в эволюции портретного жанра. В Средневековье портрет все же нашел своё (достаточно скромное) место, и выражался в достаточно скромных и условных формах. Этот портрет кажется схематичным, что вызвано иной эстетической задачей мастеров, для которых материальный мир с его индивидуальными формами не обладал важностью и оставался всего лишь отражением, тенью мира сверхчувственного. В своих вещах средневековые мастера стремились к абсолюту и подражали не природе, а предвечному образу человеческой красоты. Помимо буквального смысла всякое изображение имело и иносказательное значение.
Арон Гуревич пишет: «Попытаемся понять, что такое средневековый портрет, исходя из представлений этой эпохи. Для этого не следует отрывать историю средневекового искусства от более широкого ментального и социокультурного универсума, неотъемлемой частью которого она была. Как и все иные сферы социальной жизни, самовыражение художника было подчинено определённым конвенциям. В отличие от понятия искусства, которое характерно для Нового времени, средневековое искусство не обладало такой же мерой обособленности от других сфер социальной жизни. Оно было тесно вплетено в ткань практической деятельности, будучи неотделимо от ремесла и вместе с тем пронизано религиозными представлениями, и играло также существенную роль в литургии, в сфере политики и власти. Лучше говорить не об отсутствии портрета, а о его своеобразии и специфических функциях, которые он выполнял. Портрета в современном смысле слова, разумеется, не существовало, но индивидуальность изображаемого персонажа получала свое выражение».
Так как человек был сотворён «по образу и подобию Божьему», индивидуальный облик любого на земле был результатом случайного — и поэтому второстепенного отклонения от высшего идеала, вызванного первородным грехом. Поэтому художник, изображая человека, стремился передать не то, что отличает одного человека от другого телесно, а изобразить то общее, что является типическим для всех людей вообще, объединяя их в духовной сущности и приближая к первообразу, задуманному Богом. «Изображение человека подчинялось представлениям средневекового представления и существенно отличалось от понимания личности в искусстве нового времени. Главное различие состояло в том, что индивидуальное, неповторимое в человеке менее всего находило отражение в его в образе. Художник стремился запечатлеть не „бытовое“, „обнаженное“ лицо, а „измененное, преображенное“, запечатлённое в своём, „как бы идеальном вневременном состоянии“. Кроме того, отдельный человек интересовал художника не столько сам по себе, сколько как представитель определённой ступени феодальной иерархии. Индивидуальность оказывалась для мастера полностью подчинённой тому нормативному идеалу, который соответствовал социальному положению».
Средневековый художник нуждался в достаточно ограниченном количестве изобразительных средств ради выполнения своей задачи — «отразить многообразие, существующее в единообразии». Он не видел принципиальной разницы в изображении умерших святых или своих современников, они лишь в духовной иерархии занимали разные места.
Изображая лицо, средневековый мастер пользовался стереотипом, выработанным раз и навсегда, внося в него по мере работы незначительные изменения, которые были необходимы ему для конкретизации персонажей по сюжету. Стереотип этот (канон) обычно зависел не от художника, а от иконографической и живописной традиции собственно художественной школы. По мере роста индивидуального начала в творческом мышлении мастеров этот канон начнет все сильнее отражать персональный стиль художника.
По мере того, как Средневековье будет подходить к концу, а индивидуализм религиозного чувства будет искать в более прямом слиянии своей личности (личности заказчика) со священным образом, изображения человека будут становиться все более «портретными», наделенными индивидуальными чертами.

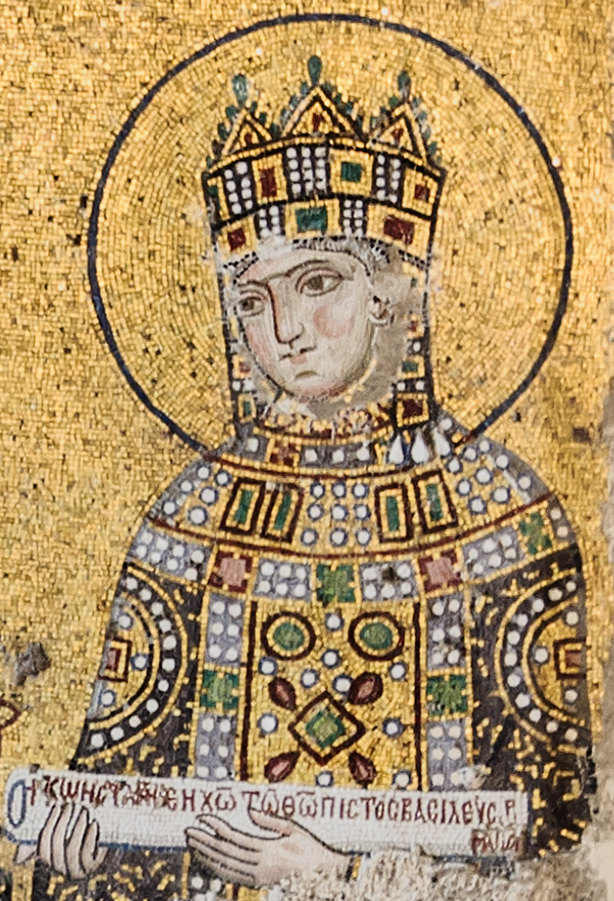
Императрица Зоя (Святая София)
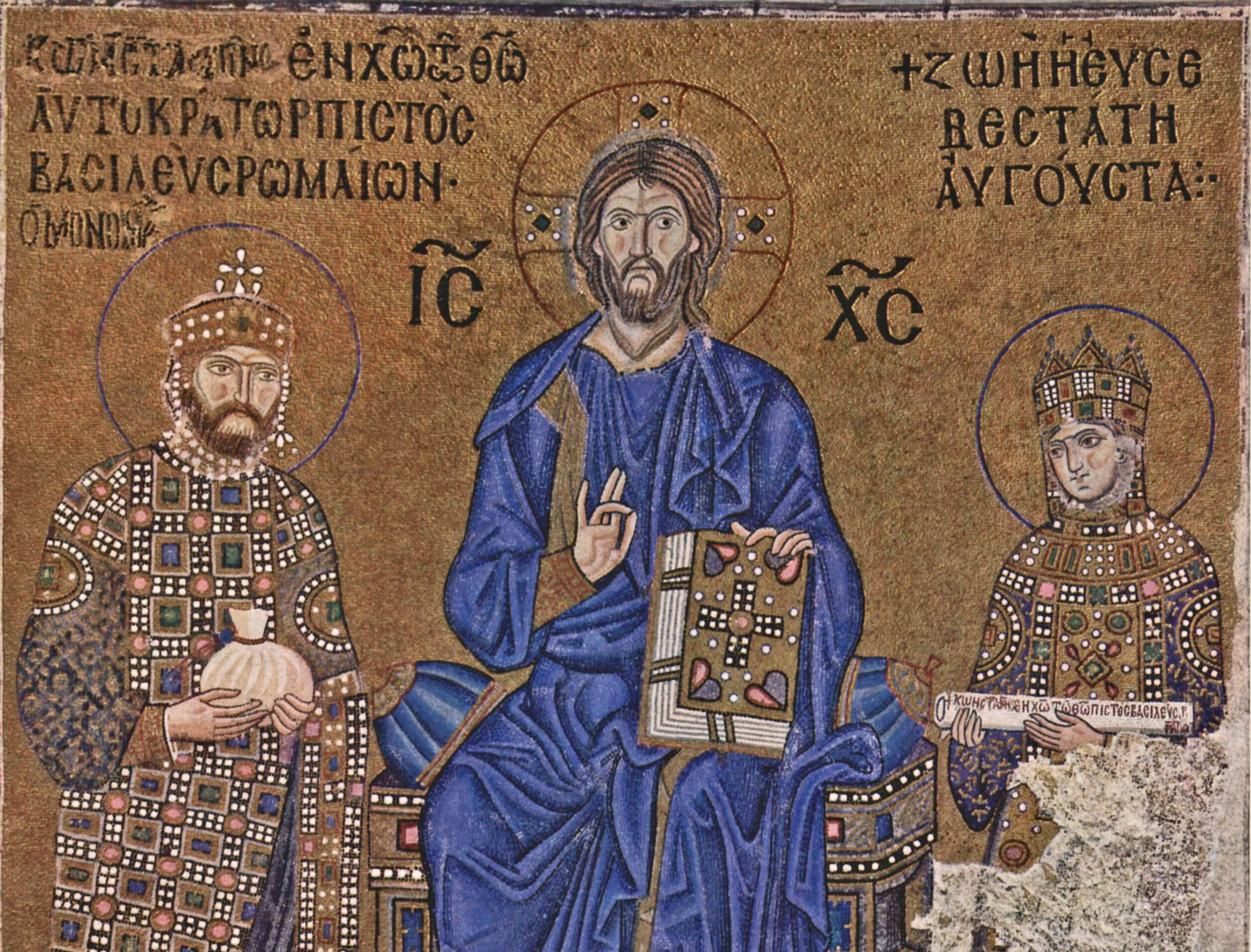
Христос, императрица Зоя и Константин IX Мономах (Святая София)
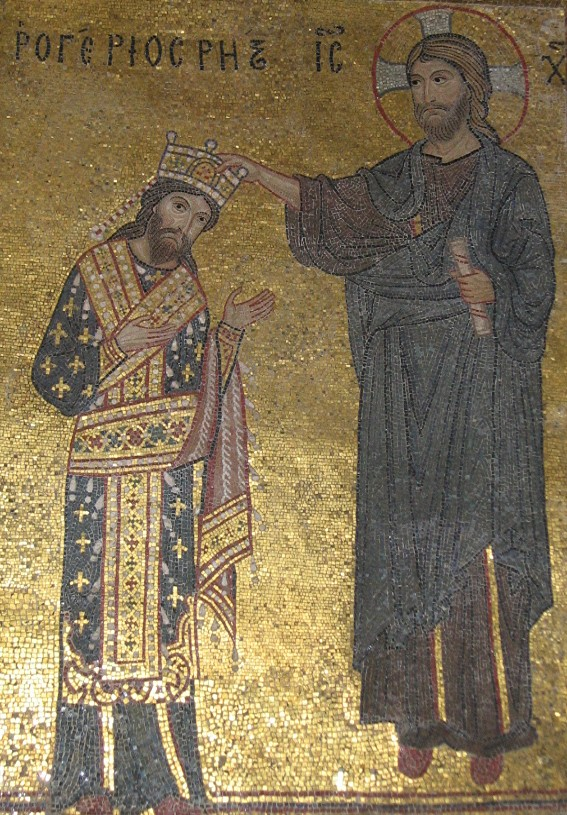
Христос коронует Рожера II (Марторана, Сицилия)

#### Отсутствие сходства
По всем этим причинам «образ реальной человеческой личности утратил в средневековом искусстве жизненно полнокровную индивидуальность. Он почти растворился в иконной имперсональности, выражаясь в художественной форме, которую можно было бы определить как „символический портрет“». До появления определённого натурализма в искусстве готики, средневековые портреты были далеки от документальной достоверности. Индивидуальное начало проскальзывало в каноне, стереотипе лишь изредка, и то — едва уловимым намеком, условным обозначением.

#### Типы памятников

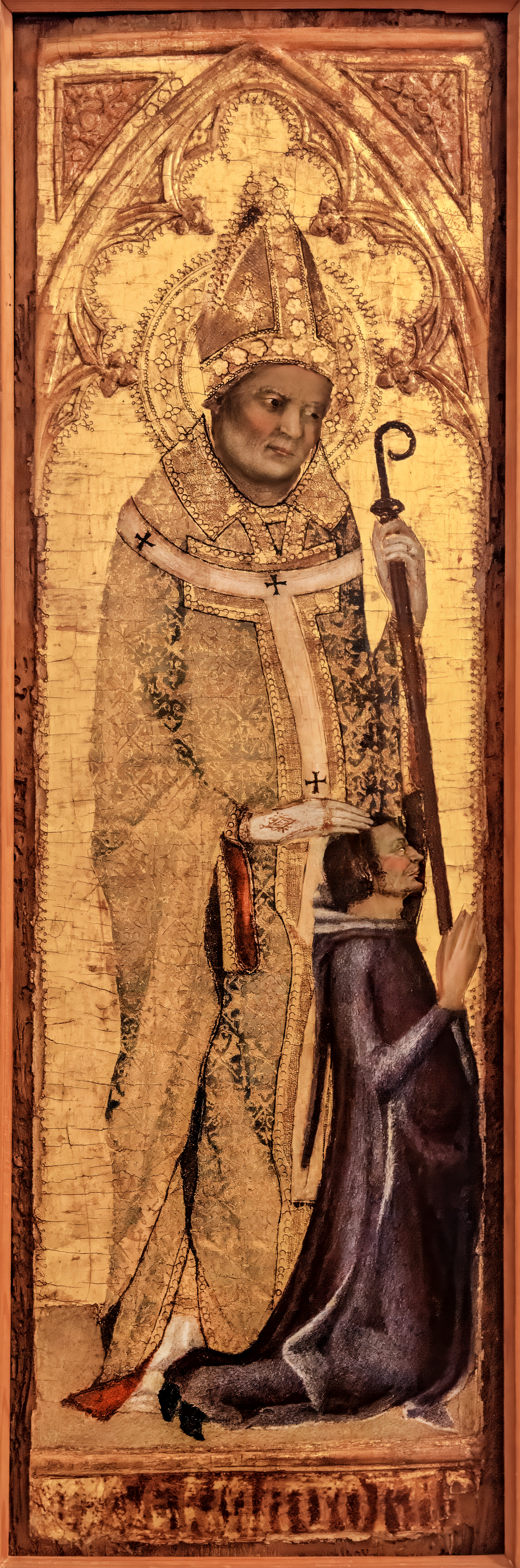
Маттео Джованнетти. «Св. Гермагор с донатором». 1345. Музей Коррер. Венеция

Церковь допускала изображение индивидуального человека только в двух случаях:
1. Ритуальные: присоединенные к святым изображениям как память о каком-либо богоугодном деле
2. Мемориальные: на надгробном памятнике

Портретное сходство в обоих случаях не преследовалось, изображение могло быть полностью условным и компенсироваться атрибутами или надписями.
В первой категории (вписанными в сакральное изображение) чаще всего встречаются образы императоров, королей и прочих монархов, а также духовных иерархов — пап и епископов; то есть верных защитников Церкви, донаторов (ктиторов) и ревнителей благочестия.
Примеры:
- Раннехристианская иконография: императоры, патриархи и придворные изображены рядом с Христом и святыми как соучастники священной литургии. Культ власти императора тесно спрягается с христианским культом, пока ещё новым. (Мозаики Сан-Витале в Равенне, IV век).
- Более поздний период: портреты властителей начинают занимать более скромное место в системе украшения храма, перемещаясь в нартекс, на хоры. Императоры начинают припадать к стопам Христа и святых, молясь о заступничестве. Другой вариант — портретные изображения монархов помещаются в церквях, чтобы напомнить прихожанам о божественном происхождении светской власти. В таких изображениях монарх получает корону из рук Христа, предстает перед ним со всей семьей (сицилийский король Рожер II в мозаиках Мартораны в Палермо, 12 век; императоры в Святой Софии, Константинополь; Ярослав Мудрый с семьей в Киевской Софии).
- Изображения монарха вне связи с церковными образами. Подобные портреты всегда появлялись во время всплеска идеи Священной Римской империи и активизации культа императора (от Карла Великого до Фридриха II). Эта традиция восходит к системе прославления «великих мужей», существовавших и в античности. Использовалась она и понтификами: папа Лев Великий приказал написать «портреты» своих предшественников в Сан Паоло Фуори ле Мура, две аналогичные серии находились в базилике Святого Петра и ещё одна в Латеранской базилике.
- В отдельную группу можно выделить автопортреты мастеров, тоже достаточно условные. Чаще всего это иллюстрации в манускриптах, изображающих автора, преподносящего созданную им рукопись заказчику. Также известны более редкие примеры автопортретов, созданных скульпторами — мастерами-литейщиками (магдебургские мастера на Корсунских воротах Софии Новгородской, 12 век).

По мнению Гуревича: «В сущности, можно выделить самые разные типы средневекового „портрета“. Один из них — это автопортрет художника, который осмысляет свое искусство прежде всего как средство спасения собственной души. (…) Другой тип портрета — портрет „политический“, символическое изображение обладателя власти. Внимание художников, создававших такие портреты, было действительно направлено не на индивидуальные признаки человека, казавшиеся несущественными и поверхностными, но на выявление самого главного — его религиозного, социального и политического статуса. Изображая императора или короля, художник в первую очередь стремился подчеркнуть аксессуары власти, которой обладал этот государь. Тщательно выписывались инсигнии — корона, держава, меч, торжественное, праздничное одеяние монарха, трон, а также окружающие его вассалы и подданные, фигуры которых были нередко несоразмерно меньшими, нежели фигура центрального персонажа. Что касается выражения лица и позы обладателя власти, то они должны были воплощать опять-таки сознание его могущества и близости к сакральным силам. Оставив в стороне индивидуальные, а потому случайные признаки изображаемого персонажа, художник создавал символический портрет, лучше сказать, своего рода икону. Такой „портрет“ выражал признаки и атрибуты власти, могущества, святости, отношения властителя с трансцендентными силами, и потому его индивидуальные черты оказывались иррелевантными».

## Портрет в зрелой готике
В готике портрет станет более цельным и успешным явлением. Искусству готики будет свойственен «натурализм» (по выражению М. Дворжака), что, разумеется, повлияет на изображение человека. Общей характеристикой искусства зрелой готики является интерес к жизненно-достоверной передаче облика человека.
Раньше всего этот натурализм проявится в круглой скульптуре. Примеры памятников:
- Статуи Реймса, Шартра и Бамберга (2-я четверть XIII века)
- 12 статуй основателей Наумбургского собора (сер. XIII века), которые, несмотря на то, что являются посмертными портретами, вполне реалистичны.

Надгробные памятники, с их жанровой особенностью, также давали возможность портрету сохраниться и развиваться.
Примеры изображений скончавшихся персон — обычно членов высшего клира — в форме рельефов или скульптур на алтарных гробницах датируются ещё ранними или поздними Средними Веками: например, надгробие архиепископа Фридриха Веттинского (ок. 1152) в Магдебургском соборе, или то, где Зигфрид III Эппенштейнский (ум. 1249) (Майнцский собор) изображен коронующим двух уменьшенных в размере королей.
Средневековые надгробия (например, королевские в Сен-Дени), демонстрируют эволюцию: сначала фигуры покойных выполнялись с идеально условной трактовкой молодого лица в виде застылой маски, оживленной стандартной «готической улыбкой», безо всякого намека на портретное сходство. Но к концу XIII века положение начинает меняться. Исследователями выдвинуто предположение (не доказанное), что возможно, в это время скульпторы начали использовать посмертные маски (например, для статуи французской королевы Изабеллы Арагонской, Козенца; надгробие Филиппа Красивого, Сен-Дени, 1298—1307 гг.). Эта версия связана с тем, что в лицах начинает появляться определённая индивидуализация.

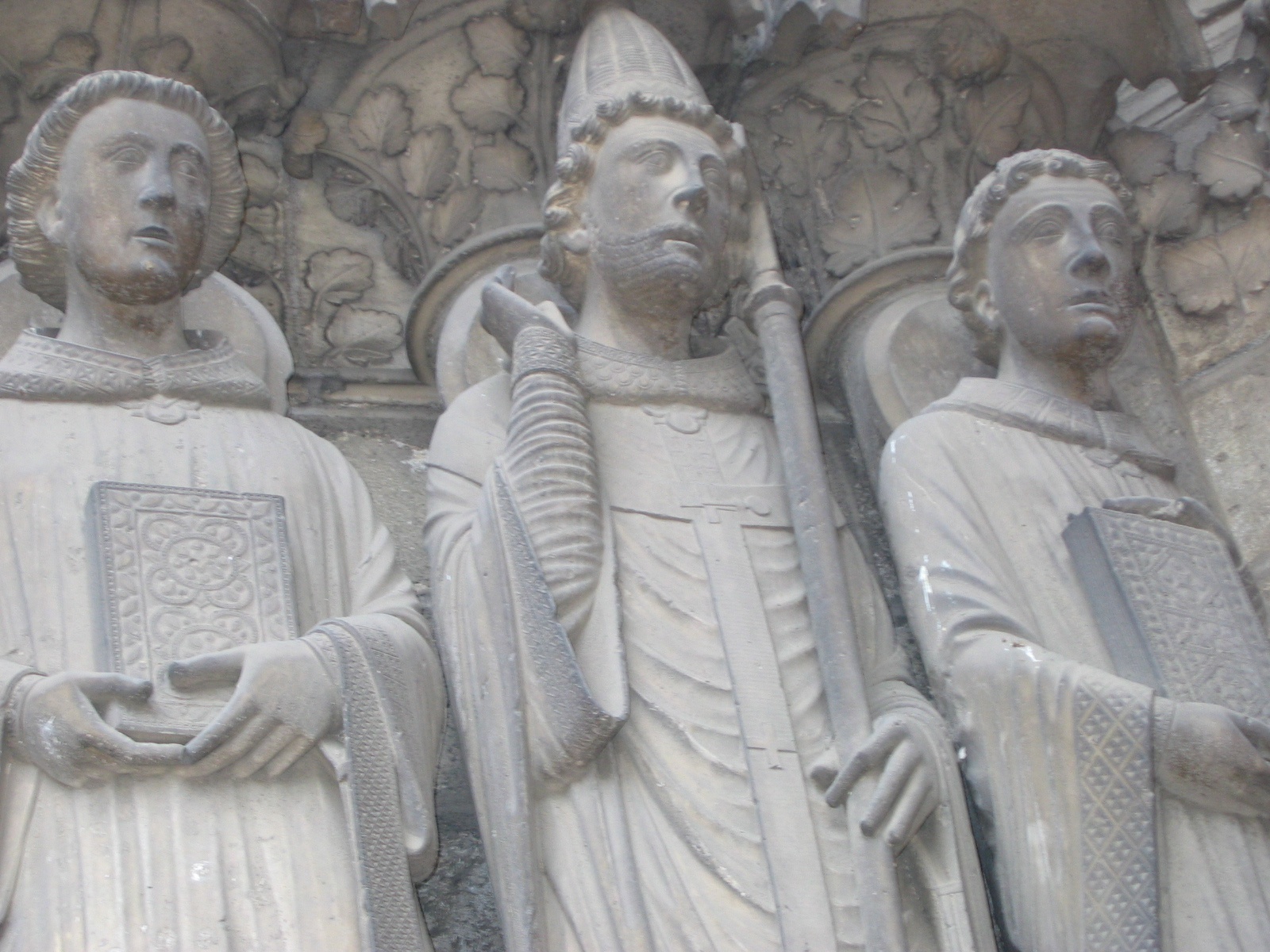
Скульптуры портала, Шартрский собор
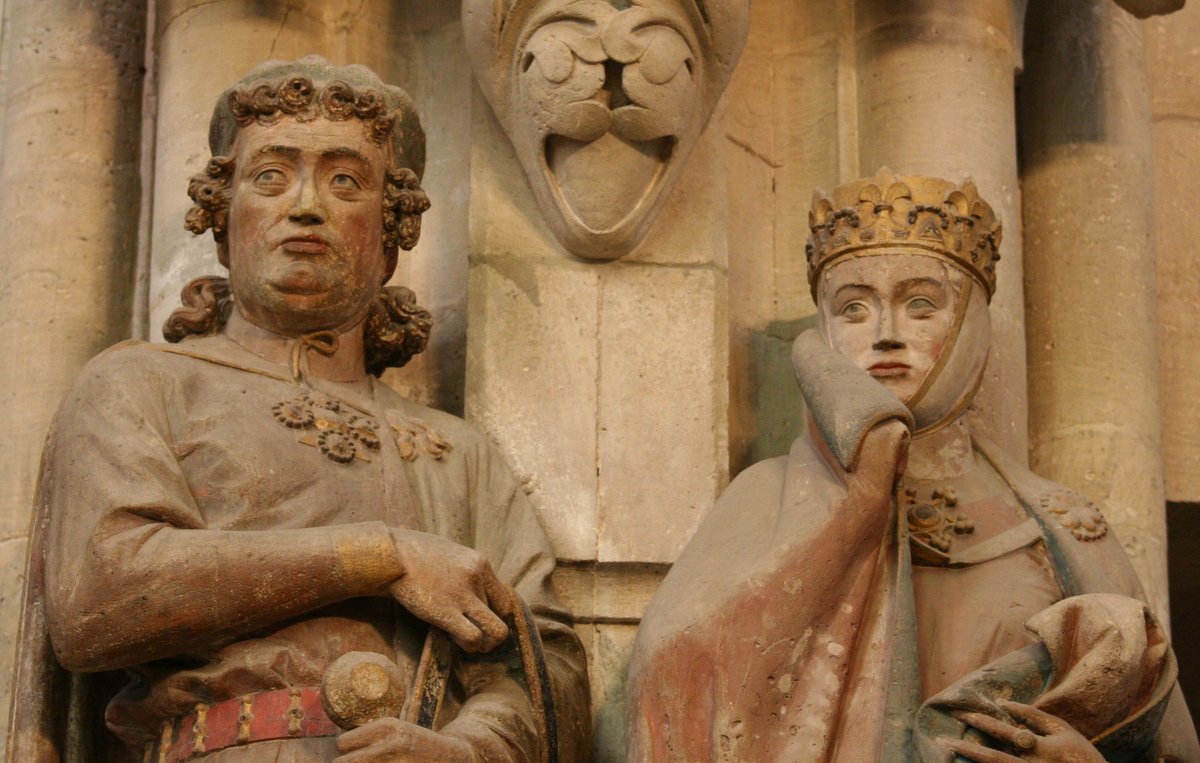
Ута фон Балленштед и Эккехард. Наумбургский собор, ок.1250—60
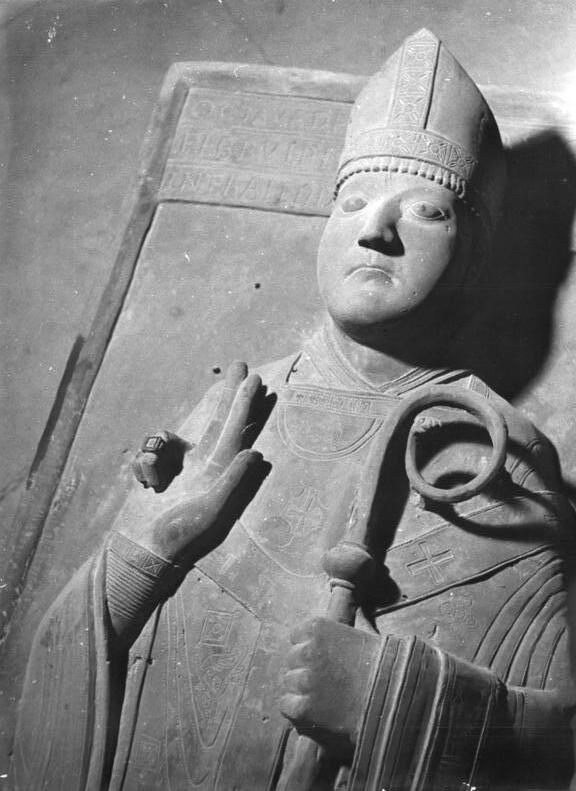
Фридрих Веттинский
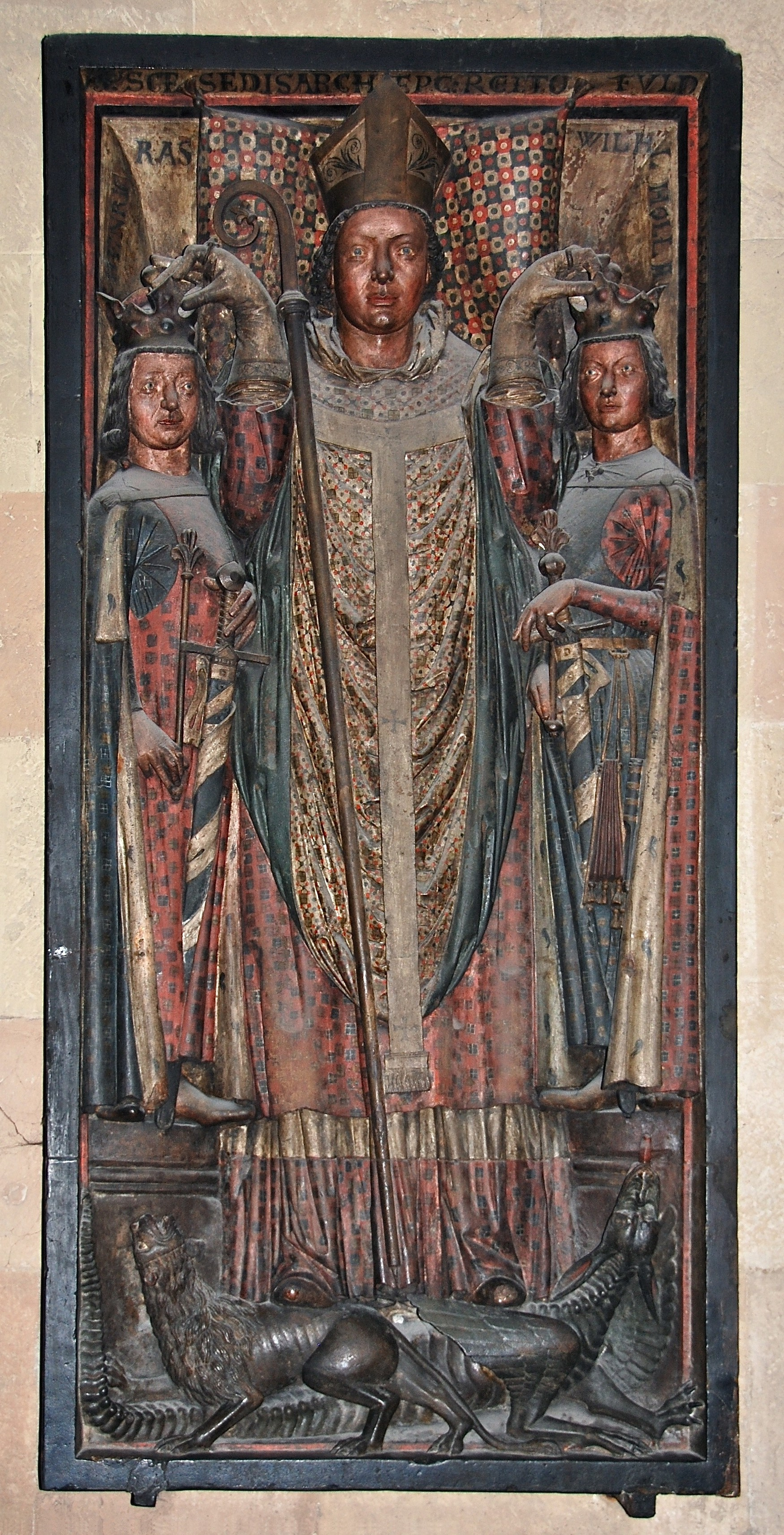
Зигфрид III Эппенштейнский

## Портрет в поздней готике
Зарождение настоящего портретного жанра происходит в период поздней готики благодаря духовному пробуждению Европы, которое началось в конце XII века. Этот процесс имел длительное развитие и привел к тому, что к XV веку, пока в Италии в основу культуры закладывались новые гуманистические представления о человеке, Северная Европа основывалась на Новом благочестии (Devotio moderna) северных мистиков.
Со временем готика проникла в Италию и сначала затормозила развитие Проторенессанса; затем ей удалось его обогатить. Одновременно с этим реалистические завоевания Джотто (в готизированной подаче сиенской и отчасти флорентийской живописи 2-й пол. XIV в.) проникли во Францию и другие заальпийские страны и были восприняты их искусством.
Поздняя готика испытывала кризис и глубокую потребность в переменах, поэтому активно восприняла реализм треченто. Если в зрелую готику все фокусировалось вокруг собора, в XIV веке начинается распад данного соборного единства готического стиля, помимо монументальных форм развиваются камерные жанры (особенно книжная миниатюра). Церковь и городская коммуна утрачивают руководящую роль в художественной жизни, которая переходит к светским государям. Их резиденции становятся сосредоточием лучших творческих сил.

### Основные центры
Папский Авиньон, где работало много итальянских художников, стал центром, откуда итальянское влияние распространялось по всей готической эпохе (Каталония, Северная Франция, Англия, Чехия, Ю. Германия). Влияние раннего итальянского треченто спорадически проявляется в живописи и миниатюре Северной Европы уже в 1-й трети XIV века, а деятельность Симоне Мартини, Маттео Джованнетти и других «авиньонцев» в 1340-е гг., где сложилась своя итало-провансальская школа, придает этому процессу итальянизации более широкое распространение.

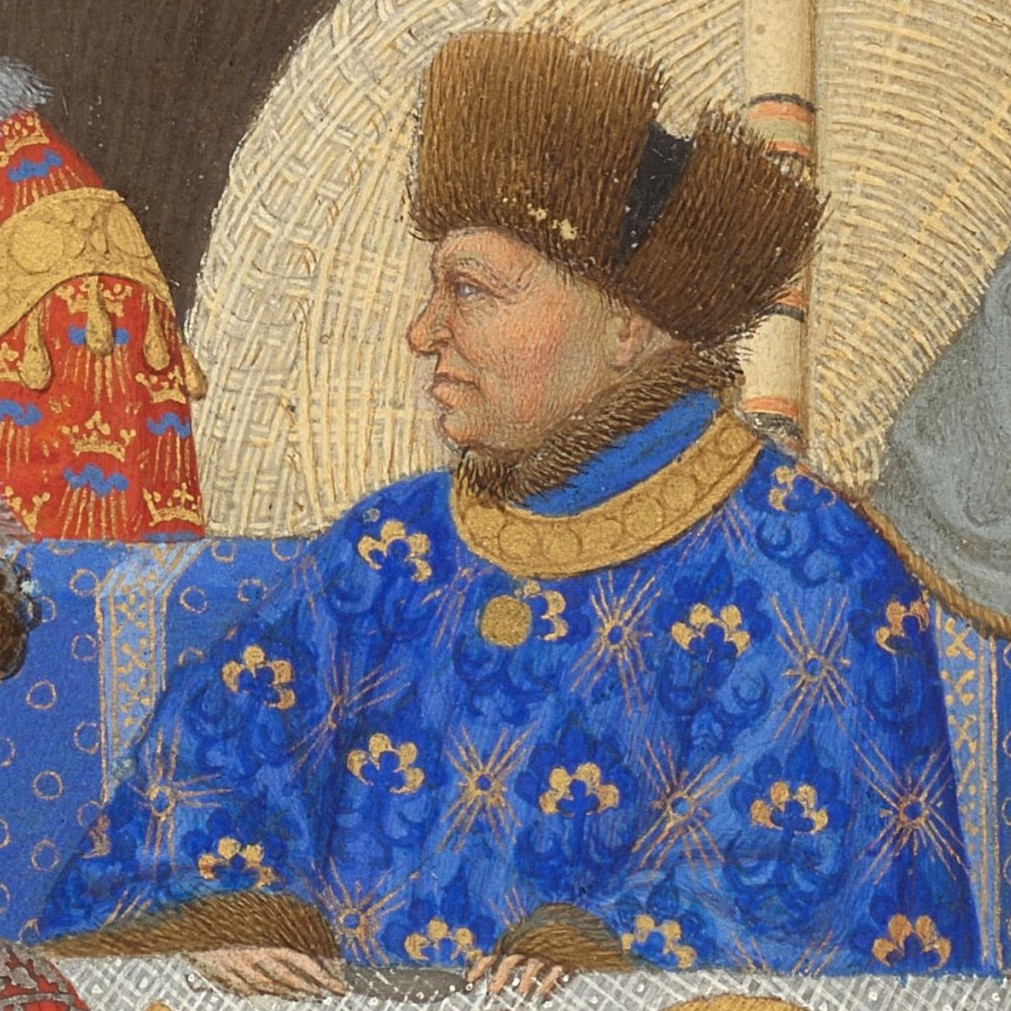
Жан, герцог Беррийский, фрагмент миниатюры из его Великолепного часослова работы братьев Лимбургов

Во 2-й пол. XIV века один из главных художественных центров Франции и вообще Северной Европы — Париж; затем с ним начинают соперничать Дижон и Бурж, резиденции королевских братьев, герцогов Бургундского и Беррийского. Там работают лучшие мастера, по большей части приезжие нидерландцы: Жан Бондоль, Андре Боневё, Жакмар де Эсден, Жан де Марвиль и др. Эти франко-фламандские мастера ассимилируют влияние итальянской (в первую очередь сиенской) живописи, и во 2-й пол. XIV века создают стиль «парижской школы», где соединены исконно французские черты, итальянские заимствования и художественные традиции с севера — Фландрии, Брабанта, Голландии, Рейна и проч.
Второй по художественному значению центр придворной культуры — Прага, столица Империи по решению Карла IV. Люксембургская династия была родня французам; при дворе работали итальянские, французские, чешские и немецкие мастера. Пражские миниатюристы и живописцы также испытали итальянские влияния (например, Томмазо да Модена, возможно, работал в Карлштейне). Затем пражская школа живописи распространила своё влияние на северо-запад (Вестфалия, Люксембург, Нидерланд, вплоть до Парижа, с особенной силой воздействуя на местные школы Южной Германии и Австрии — Нюрнберг, Мюнхен, Зальцбург, Вена, Тироль).
Важным звеном в этом круговороте международных художественных связей стал Милан, где с 1378 г. воцаряется Джан Галеаццо Висконти, расширяющий границы почти на всю Северную Италию и завязывающий тесные династические отношения с Валуа. В Милан приезжает множество мастеров, в свою очередь, ломбардская продукция широко проникает во Францию и Бургундию. В Милане возникает космополитическая придворная культура, в которой складывается искусство ломбардских художников, которое отличается жанровой интерпретацией светских сюжетов, наблюдением природы и животного мира. Ломбардцы внесли свежую натуралистическую струю в утонченный стиль франко-фламандской миниатюры нач. XV века.

### Портрет итальянского Средневековья
Искусство итальянского Проторенессанса оказало определяющее влияние на все развитие европейского портрета.

### Характеристика и памятники Северной Европы
Кульминация позднеготического искусства — интернациональная готика. Эволюция позднеготического портрета происходит отчасти под итальянским влиянием, а также в тесной связи с развитием портретных изображений в пластике, которые уже прочно «стоят на ногах».
Профильные портреты в стиле Симоне Мартини, в первую очередь работы Маттео Джованнетти из Витербо, послужили прямым примером для художников северной готики. Это могли быть не только изображения донаторов и фрески, но и не дошедшие до нас станковые изображения. Стиль французского придворного портрета складывался под их влиянием. Первым образцом является портрет Иоанна II Доброго, написанный ок. 1360 г., как считается, Жираром Орлеанским (Лувр). По итальянской традиции фон золотой, изображение профильное и погрудное. Но он использует выразительный контур и тонкую проработку деталей лица, что передает сходство без идеализации — которая была так свойственна итальянским образцам. Он обнаруживает четкость и правдивую беспристрастность, которая станет программным принципом всего портрета Северной Европы.
Пока в итальянском портрете будет сохраняться связь со стилем и обобщенными формами фресок, французский портрет обнаруживает прямую зависимость с искусством готической миниатюры. Например, см. донаторские портреты Карла V и Жанны Бурбонской в монохромной композиции пером на шелке — «Норбоннском уборе», (ок. 1375, Лувр).

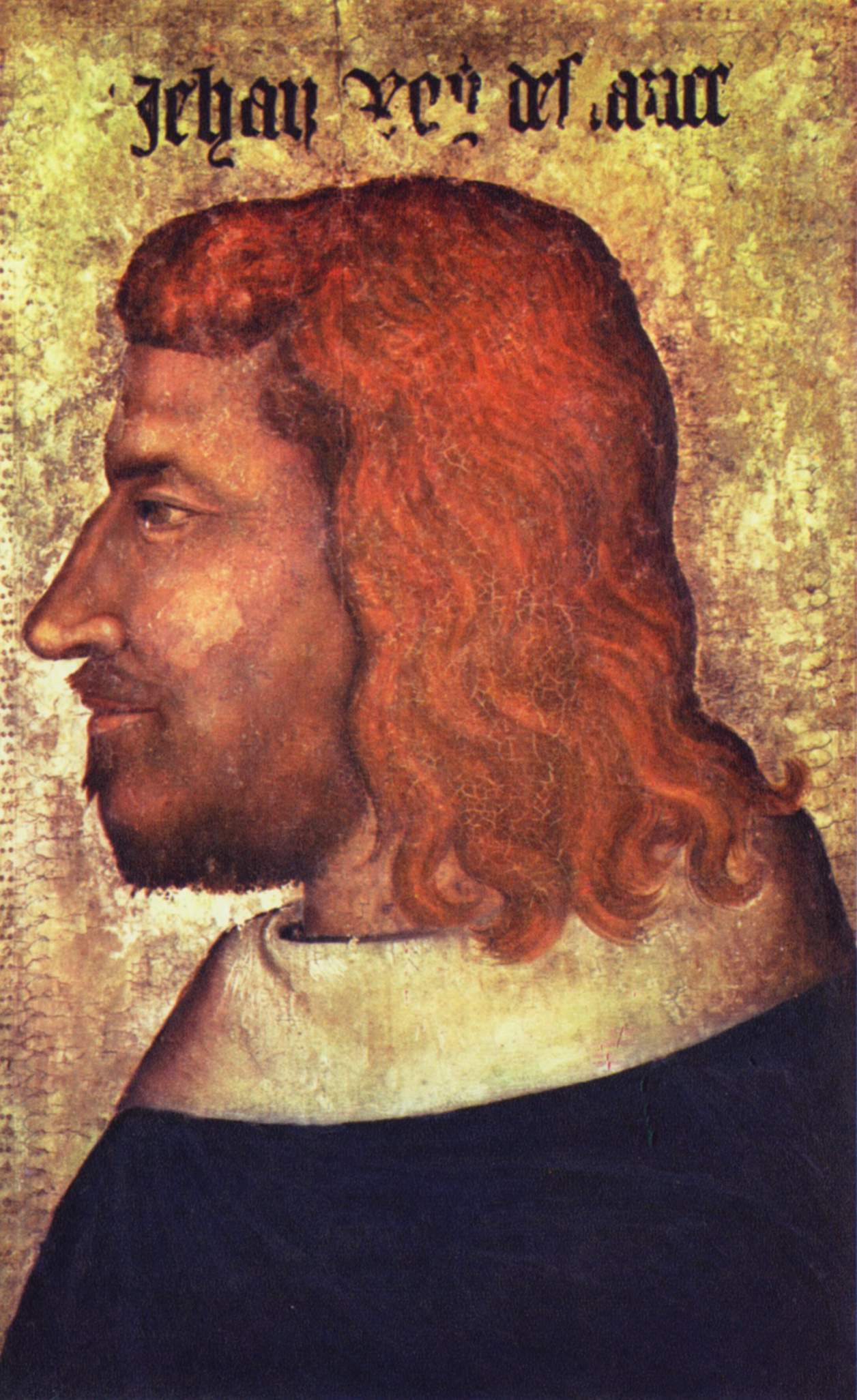
Неизвестный художник. «Портрет Иоанна Доброго», ок. 1349. Самый древний из сохранившихся станковых портретов
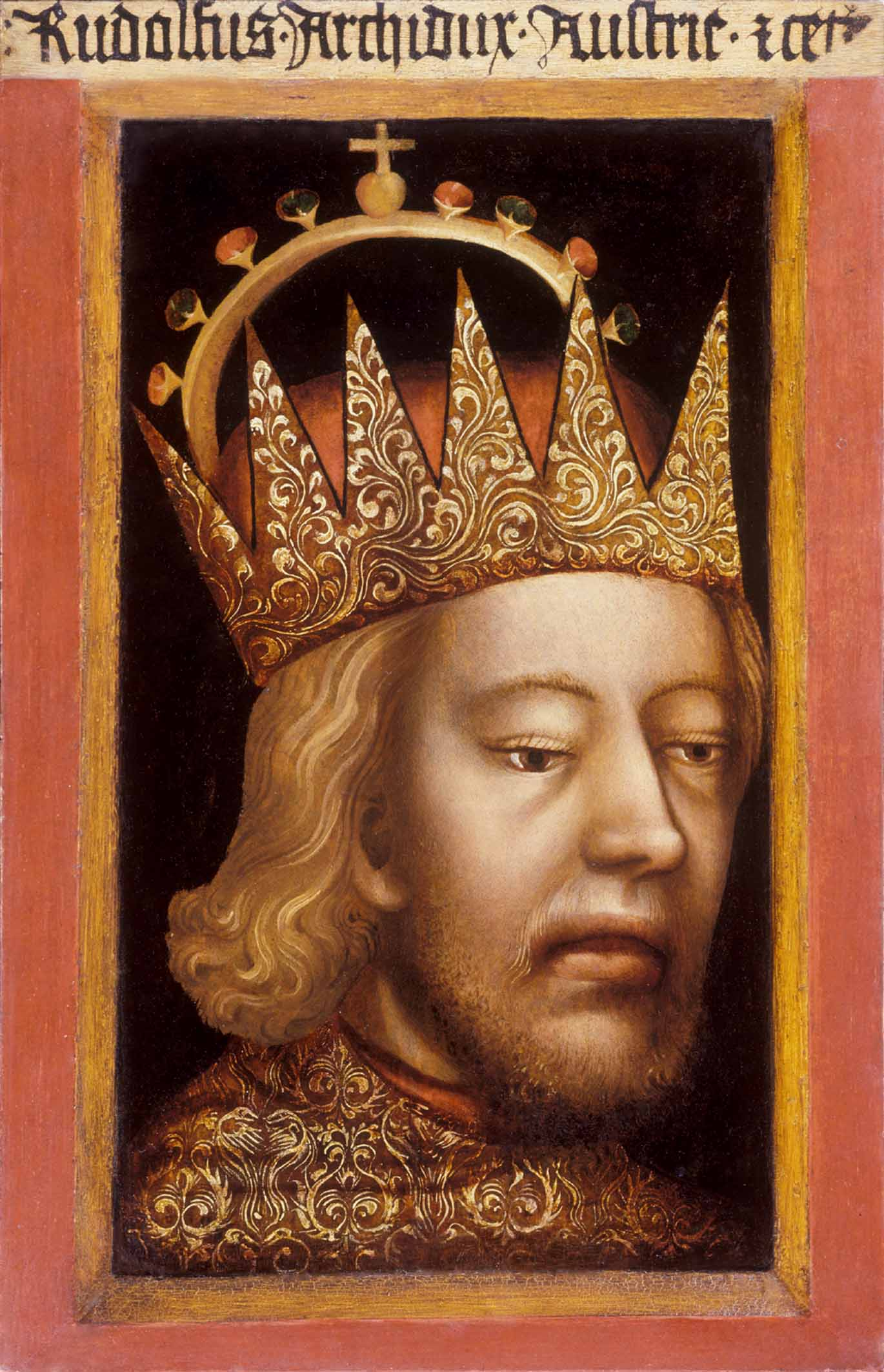
Рудольф IV в короне эрцгерцога. Первый в Западной Европе портрет в полуанфас
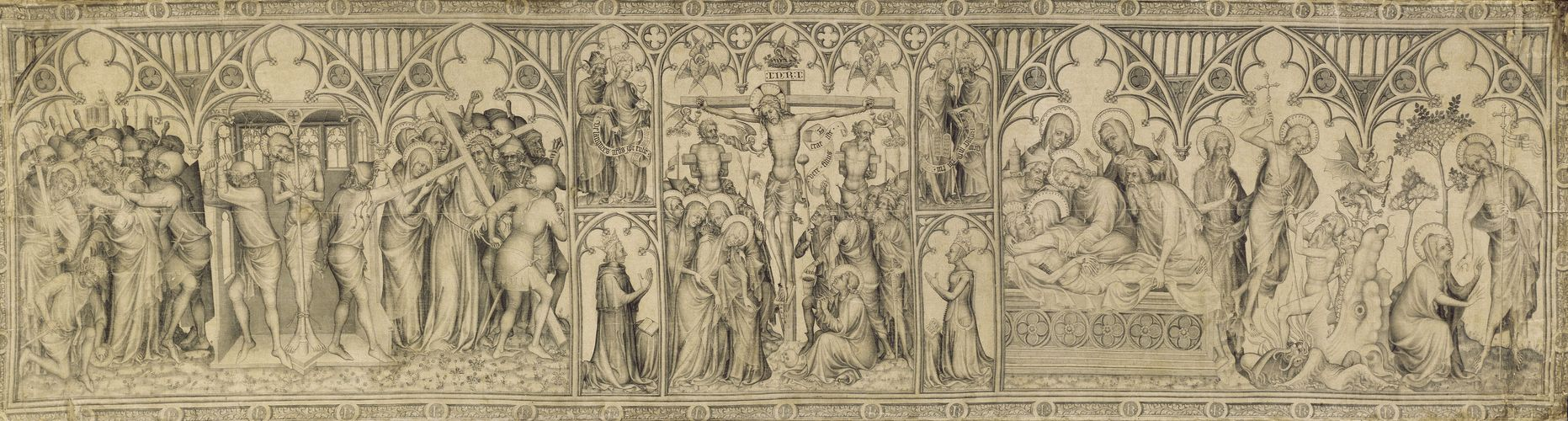
Мастер Нарбоннского парамана. «Норбоннский убор», роспись по шёлку

Авиньонские портреты — лишь один из источников, которые подпитали готический станковый портрет. В этом жанре в поздней готике существовала потребность, и он появился бы и без итальянских влияний. Так, тогда же в кругу немецких и чешских мастеров возникает совсем иной тип станкового портрета — модель изображается не в профиль, а в три четверти. Первый пример — портрет эрцгерцога Рудольфа IV Австрийского (ок. 1365 г., Вена, Соборный и епархиальный музей). Неизвестный автор ориентировался на стиль пражского Мастера Теодориха (капелла замка Карлштейн, ок. 1365, где полуфигуры святых переданы в трехчетвертных поворотах). Такими же оказываются портреты императора Карла IV и его сына Вацлава на алтарном образе, заказанном архиепископом Яном Очко (ок. 1371—1375, Прага, Национальная галерея, приписывается Мастеру Теодориха). По-видимому, это решение портретной композиции возникло благодаря скульптуре.
В портрете эрцгерцога Рудольфа IV мастер пытается воспроизвести на плоскости трехмерное пространство с наивной непосредственностью, не зная правил перспективного сокращения. Построение носа и глаз примерно соответствует повороту головы, рот передан прямо, а корона — наложена аппликацией. Портрет производит впечатление увеличенной миниатюры.
Этот новый тип изображения потенциально обладает более широкими возможностями в передаче индивидуальности. Но на раннем этапе он остается примитивным, уступая в целостности традиционному профильному портрету. Оба варианта будут существовать на равных правах в живописи и миниатюре до 1-й четверти XV в., прервавшись только с победой реалистических принципов ars nova.
Портрет быстро обособляется в самостоятельный жанр в условиях придворной культуры. Он получает важную роль в частной и государственной жизни. Портреты собирают, посылают с посольствами дружественные дворы, они служат документами при заключении брачных контрактов. Кроме портретов Иоанна Доброго и Рудольфа, все другие произведения, упомянутые в источниках, не сохранились. Их утрата восполняется портретами в религиозных образах (например, «Уолтонский диптих» с портретом короля Ричарда II, ок. 1395, Лондон, Национальная галерея) и миниатюрах.
В миниатюрах портреты имели донаторский характер, а также включались в какую-либо светскую сцену. В них вырабатываются своеобразные композиционные приемы, которые затем окажут влияние на построение образа в станковых портретах. Гращенков предполагает, что появление во франко-бургундском портрете XV века профильных полуфигурных композиций, куда уже включаются руки, может быть объяснено использованием мотивов из миниатюр того времени со сценами придворной жизни. В число таких произведений входят работы братьев Лимбург (в первую очередь их Великолепный часослов, 1413—1416) и миниатюры работы Мастера Бусико (1412, Женева). Характерный пример такой тенденции — миниатюры с изображением поднесений иллюминированных манускриптов художником или заказчиком королю или другому покровителю, а также сцены молитв и церковных служб. Любопытным примером светской сцены, содержащей портретное изображение заказчицы, является миниатюра «Карл Ангулемский и Луиза Савойская играют в шахматы» художника Робине Тестара.

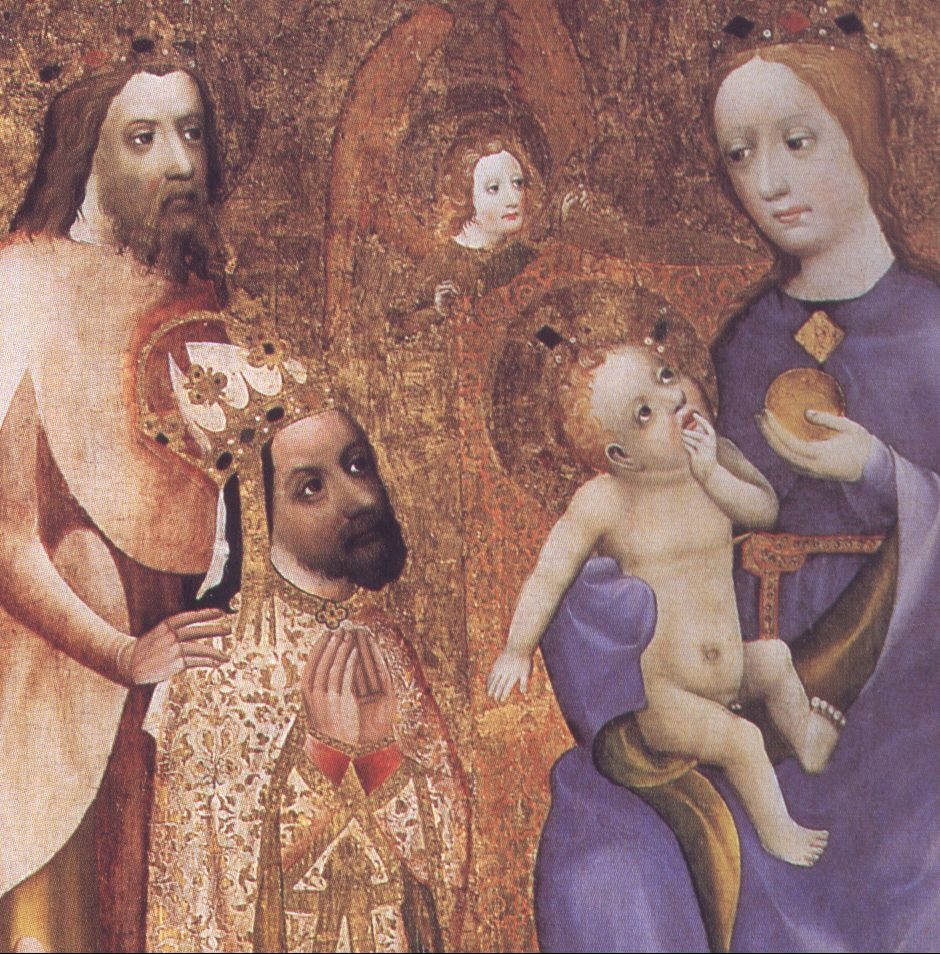
Мастер Теодорих (?). Вотивный образ архиепископа Яна Очко, фрагмент с изображением императора Карла
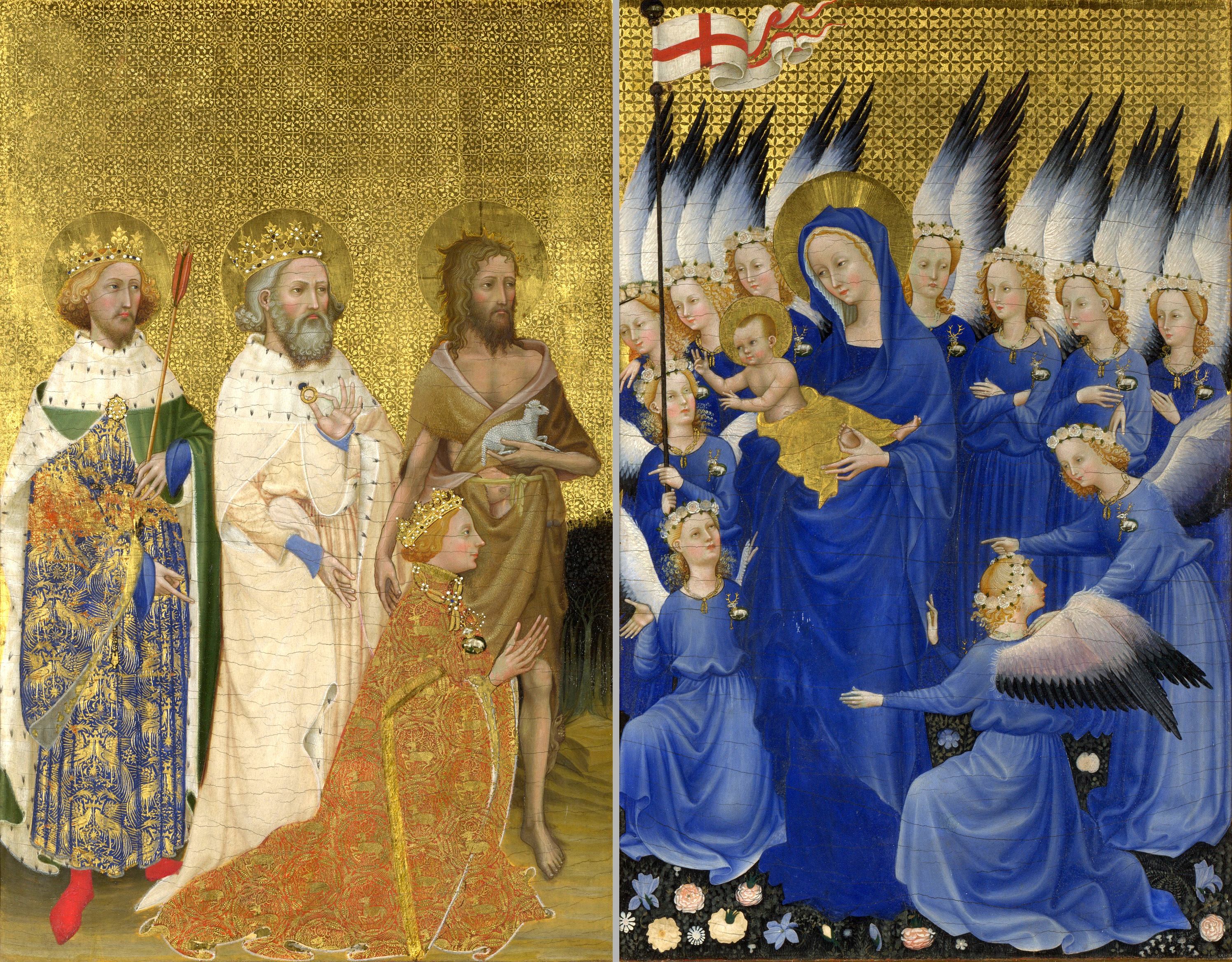
«Уолтонский диптих»: король Ричард II со свв. Эдмундом Мучеником, Эдуардом Исповедником и Иоанном Крестителем предстоят перед Мадонной
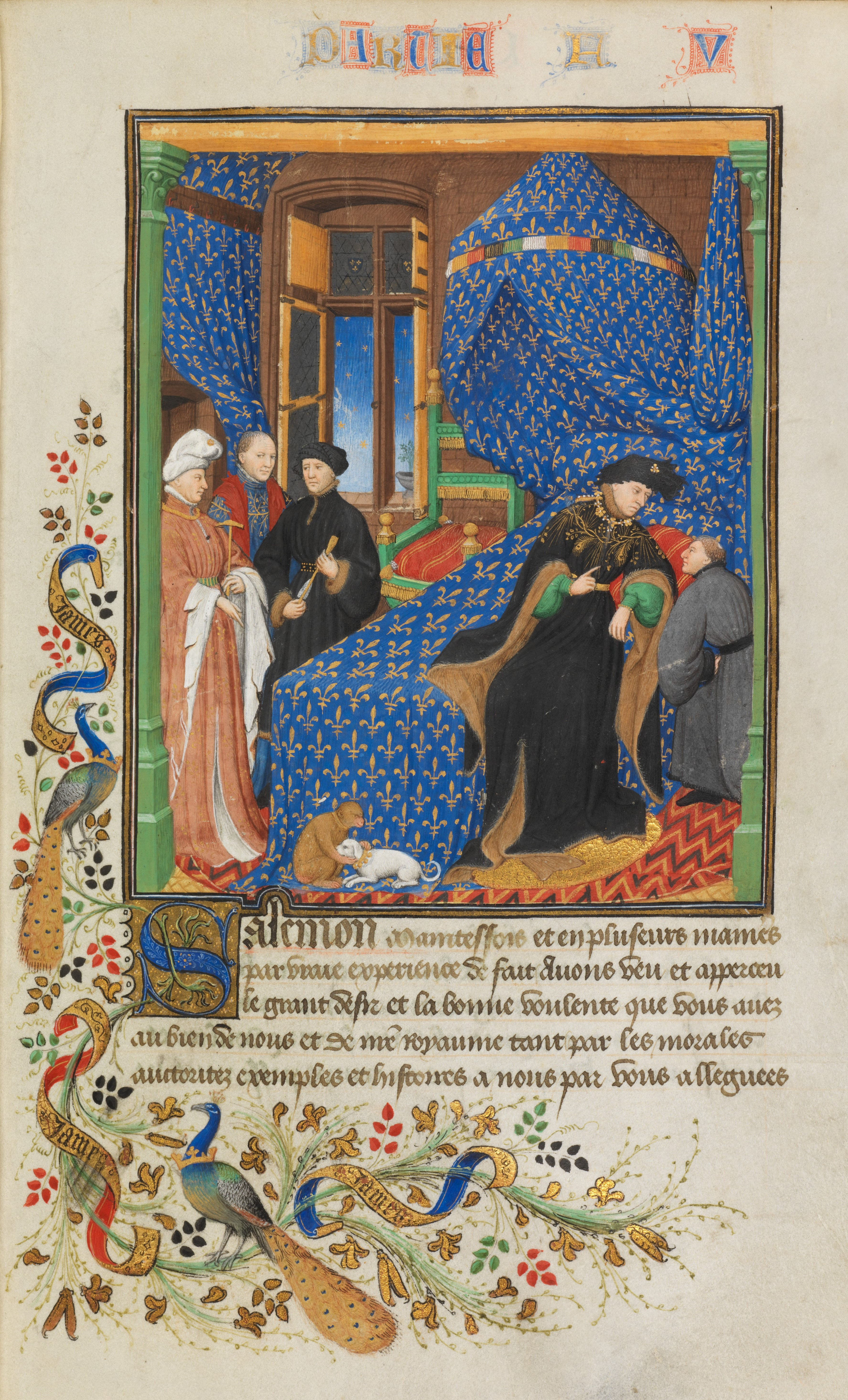
Мастер Бусико. Карл VI, беседующий с канцлером Пьером Сальмоном в присутствии принцев. 1412. «Диалоги Пьера Сальмона», Женева, Публичная и университетская библиотека

#### Портреты франко-фламандского круга
Ряд портретов франко-фламандско-бургундского круга был создан в 1400—1420-е гг. (дошли в оригиналах и копиях). Все они являются профильными и написаны под воздействием братьев Лимбург и Жана Малуэля. В их числе немного особняком стоит акварельный портрет Людовика II Анжуйского (неизв. худ., ок. 1412—1415), который прямо продолжает «итальянизирующую» традицию парижской школы. Но реалистическая тенденция, заложенная Лимбургами, быстро растворяется в манерной готической стилизации художников двора Иоанна Бесстрашного — см. к примеру портрет самого герцога, сохранившийся в копии (Лувр): непропорциональная вытянутость фигуры, маленькая голова, манерный жест рук, отсутствие пространственной глубины, плоскость силуэта. Аналогично жеманен и изыскан каллиграфически стилизованный женский портрет из Вашингтона.

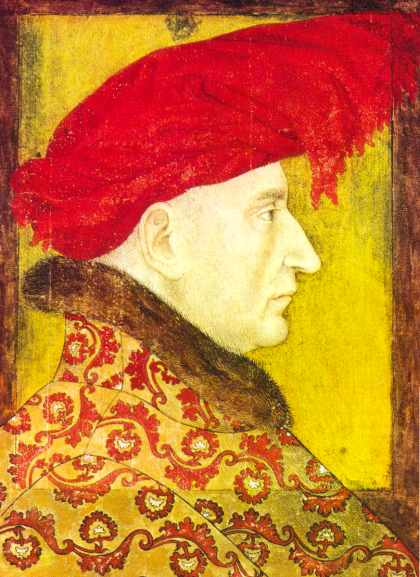
Портрет Людовика II Анжуйского (неизв. худ., ок. 1412—1415, Париж, Национальная библиотека)
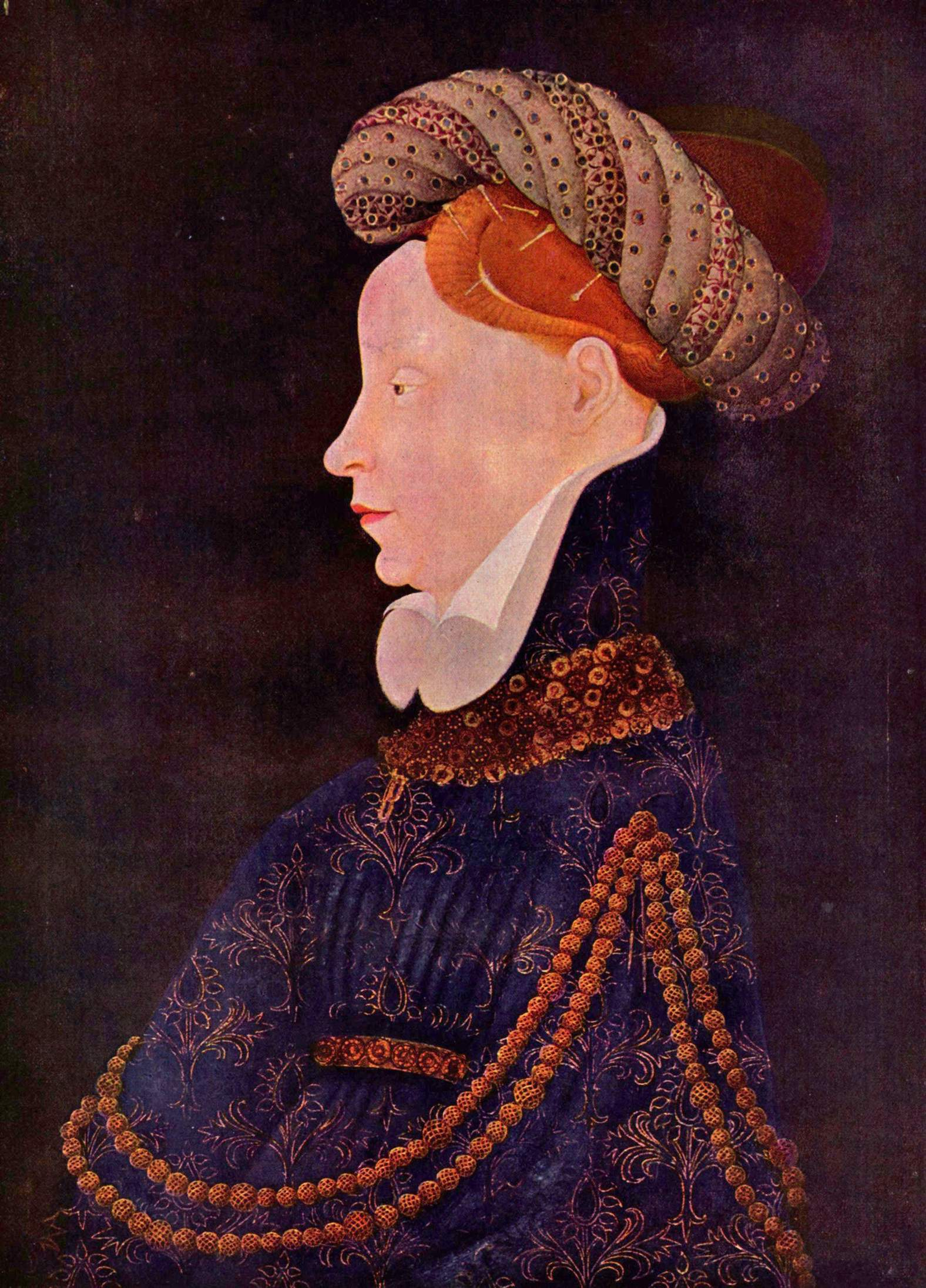
Неизвестный художник франко-бургундского круга. Женский портрет, ок. 1410—1420. Вашингтон, Национальная галерея
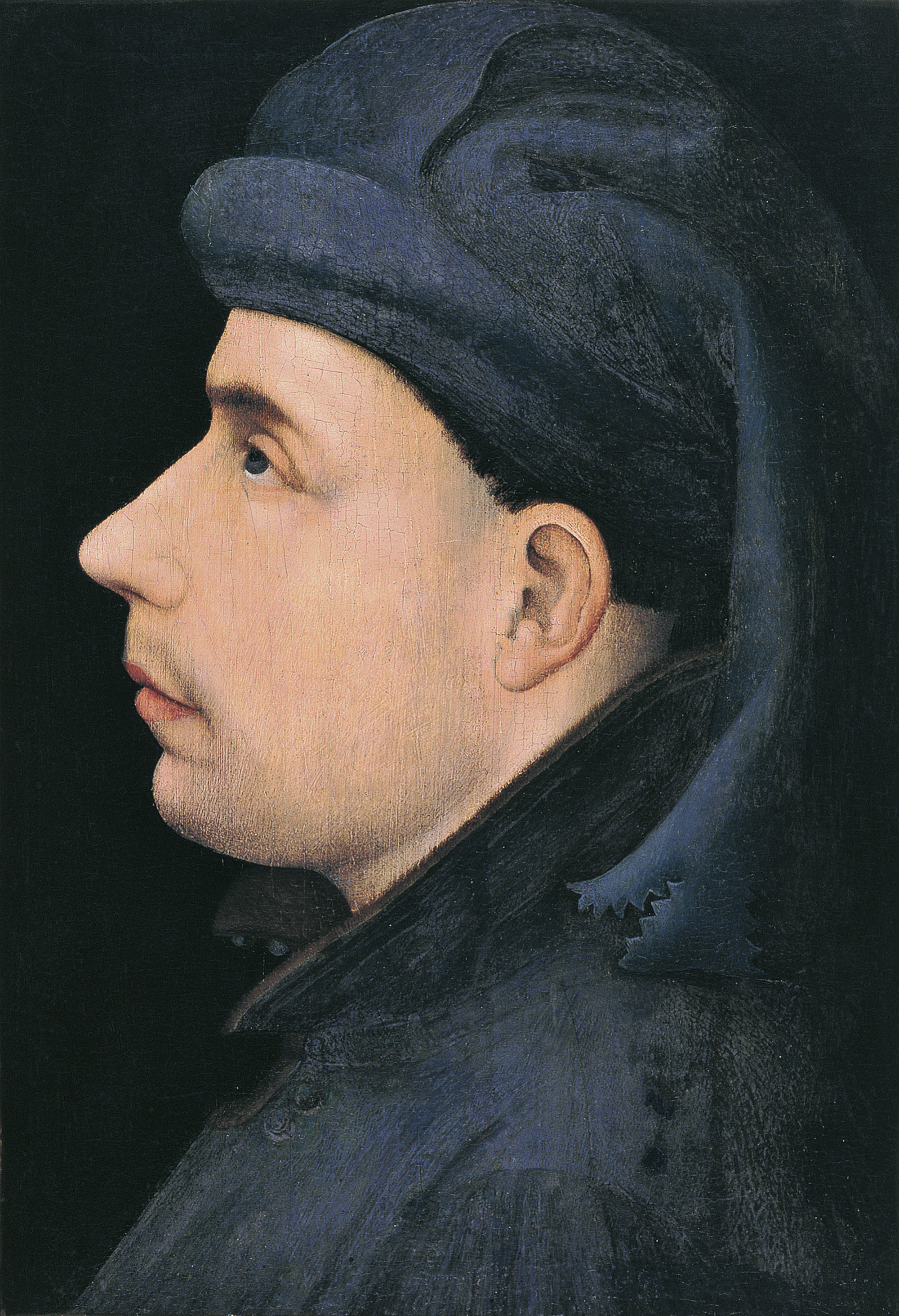
Неизвестный художник. Посмертный портрет Венцеслава Люксембургского, 1405—1415
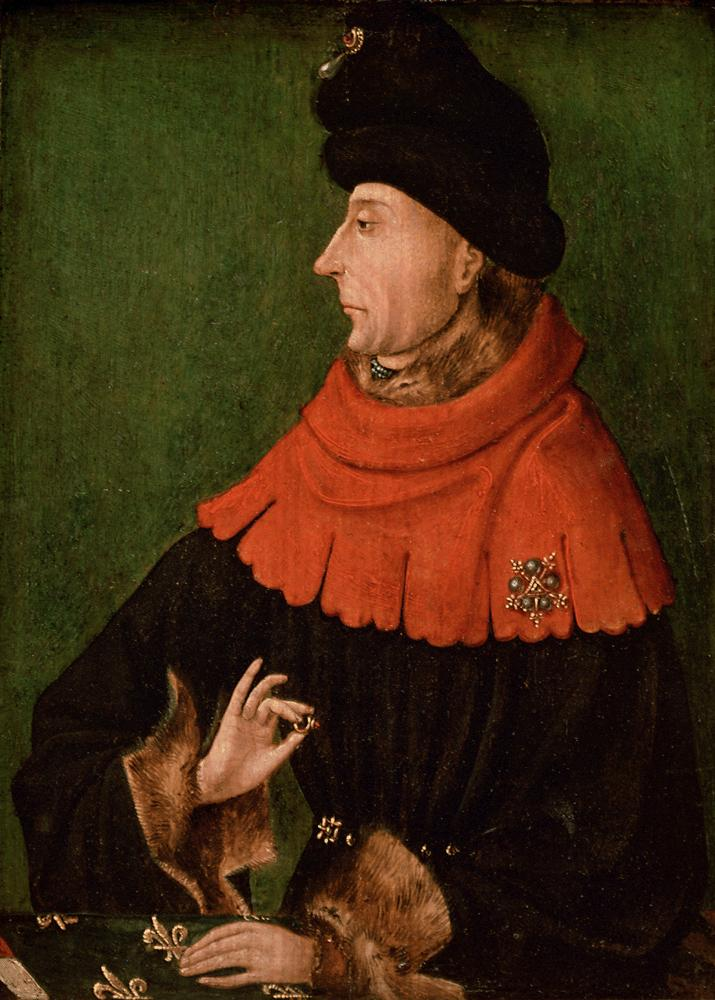
Неизвестный художник XVI века. Копия с портрета герцога Иоанна Бесстрашного работы Жана Малуэля или одного из братьев Лимбургов (1405—1419). Лувр

Таким образом, портретная живопись в готическом искусстве Северной Европы формируется следующим образом: профильный портрет, первоначально воспринятый из Италии и связанный с донаторским образом в религиозной композиции, рано обосабливается в виде станковой картины. Миниатюры иллюминированных рукописей помогают сменить простое погрудное изображение на более сложную полуфигурную композицию (начало XV века). Но реалистические черты, вроде бы присущие такому типу портрета, не получают дальнейшего развития, поскольку остаются скованными рамками художественного идеала готики, а также феодальными представлениями. «Портретирование конкретного лица было ещё неотделимо от портретирования сана», пишет Гращенков.

### Скульптурный портрет поздней готики в Северной Европе
Произведения портретной пластики возникают одновременно с живописными в 1470-80-е в Париже, Праге и Вене, но, в отличие от последних, они были не интимными и камерными, а более официальными и репрезентативными (статуи Карла V и его жены, ок. 1375, Лувр; статуи Амьенского собора, 1373-75; статуи австрийских эрцгерцогов с южной башни Венского собора св. Стефана, ок. 1370-80, Вена, Музей города). Тут старая традиция «идеальных портретов» монархов из готической соборной пластики преломляется по новому, благодаря натуралистической портретности лиц изображенных (император Карл IV и его жена, 1370-80, церковь св. Марии в Мюльхаузене). Художниками достигается эффект «живого присутствия», который впоследствии повлияет на нидерландских живописцев XV века.
Особо стоит отметить серию бюстов в пражском Соборе св. Вита, выполненных Петером Парлером и его мастерской в 1379-86 гг. (включая его автопортрет). Они перекликаются с живописью мастера Теодориха и отличаются реализмом.
Ещё отчетливей ведущая роль скульптуры в жанре портрета видна в бургундской пластике к. XIV-нач. XV века. Репрезентативные и натуралистические тенденции проявляются во всех видах скульптуры (надгробия, донаторские, светские статуи), и следующий качественный скачок происходит в творчестве Клауса Слютера, голландца, работавшего в Дижоне (Филипп II Смелый и его жена Маргарита Фландрская, портал церкви Шанмоль). Влиянию скульптурного портрета на живописный способствовало то, что в бургундской скульптуре было принято её тонко и натуралистически подкрашивать; кроме того, Ян ван Эйк и Робер Кампен будут опираться именно на скульптурные образцы, вырабатывая композиции портрета в фас и три четверти.

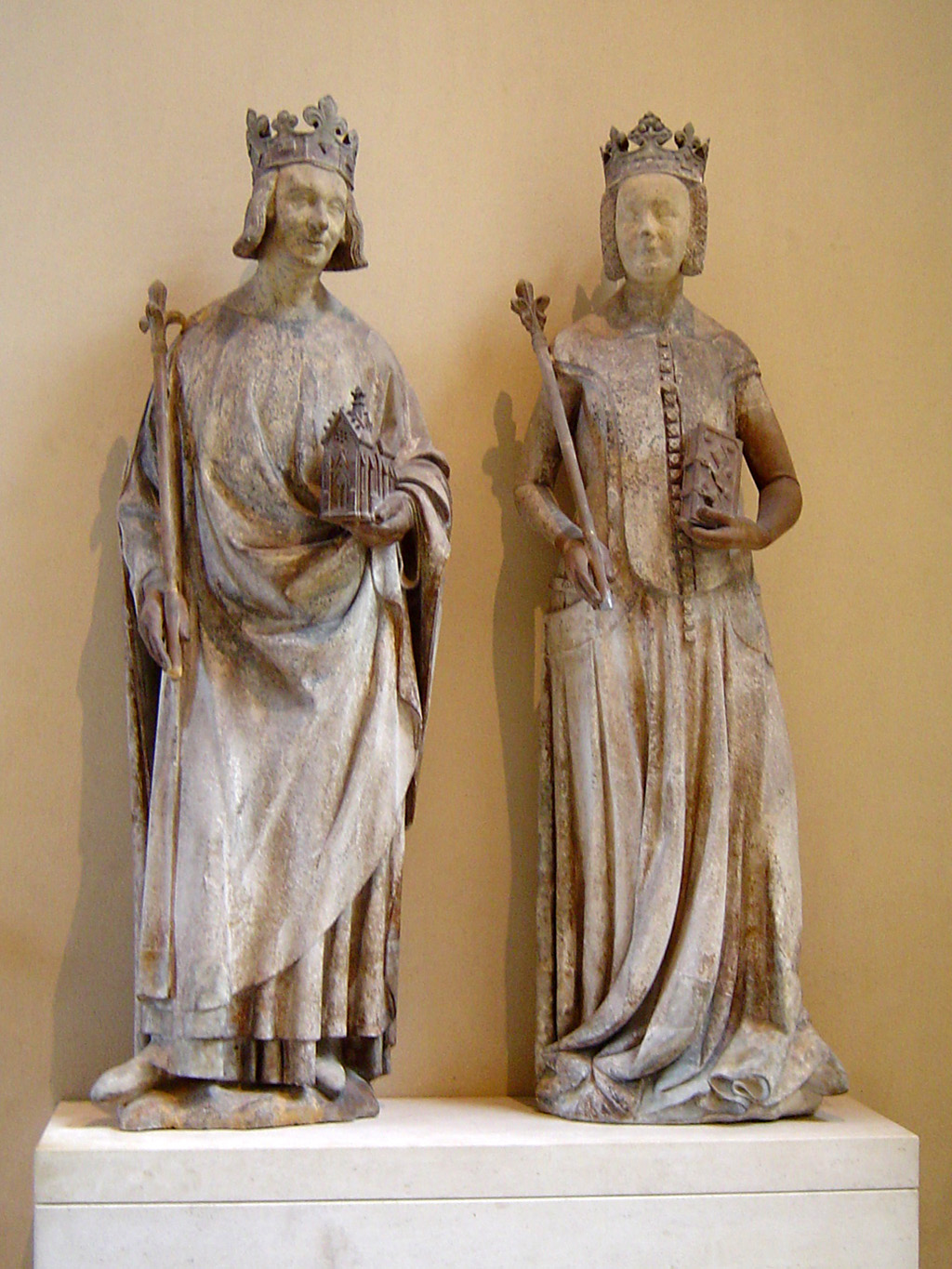
Статуи Карла V и его жены Жанны де Бурбон, ок. 1375, Лувр
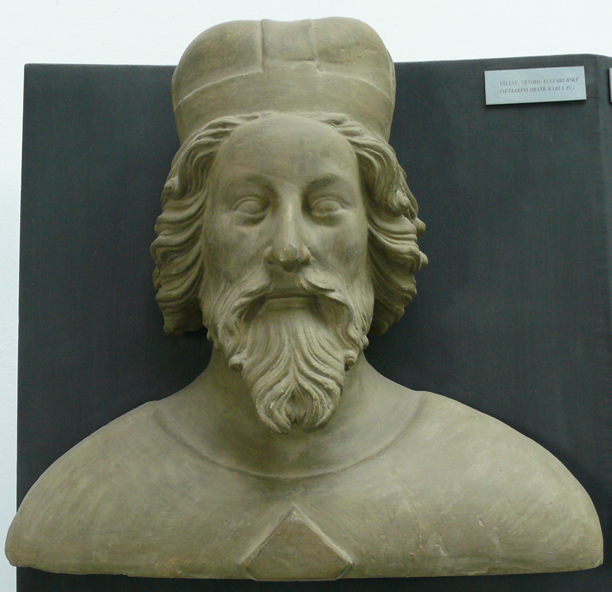
Портрет Венцеслава Люксембургского. Петер Парлер и мастерская. Бюст в Соборе св. Вита, Прага
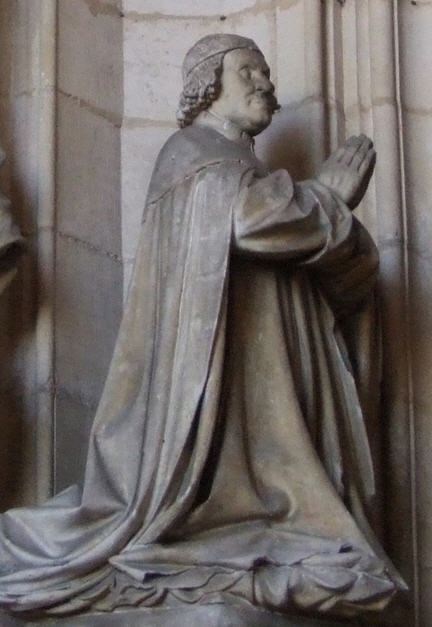
Портрет Филиппа Смелого. Клаус Слютер. Шанмоль

### Портрет в фалеристике
Изображения правителей на монетах, известные в античности, в средневековье также отсутствуют. Рождение монетного изображения в Западной Европе связывается с монетой, вычеканенной Пандольфо III Малатеста для города Брешиа уже только около 1420 года. Это было началом отхода от средневековой традиции воспроизведения при чеканке символического образа властителя и, как следствие, перехода к изображению конкретного лица. Возрождение жанра портретной медали связно с деятельностью Пизанелло (см. Medaglie di Pisanello).

## Итоги

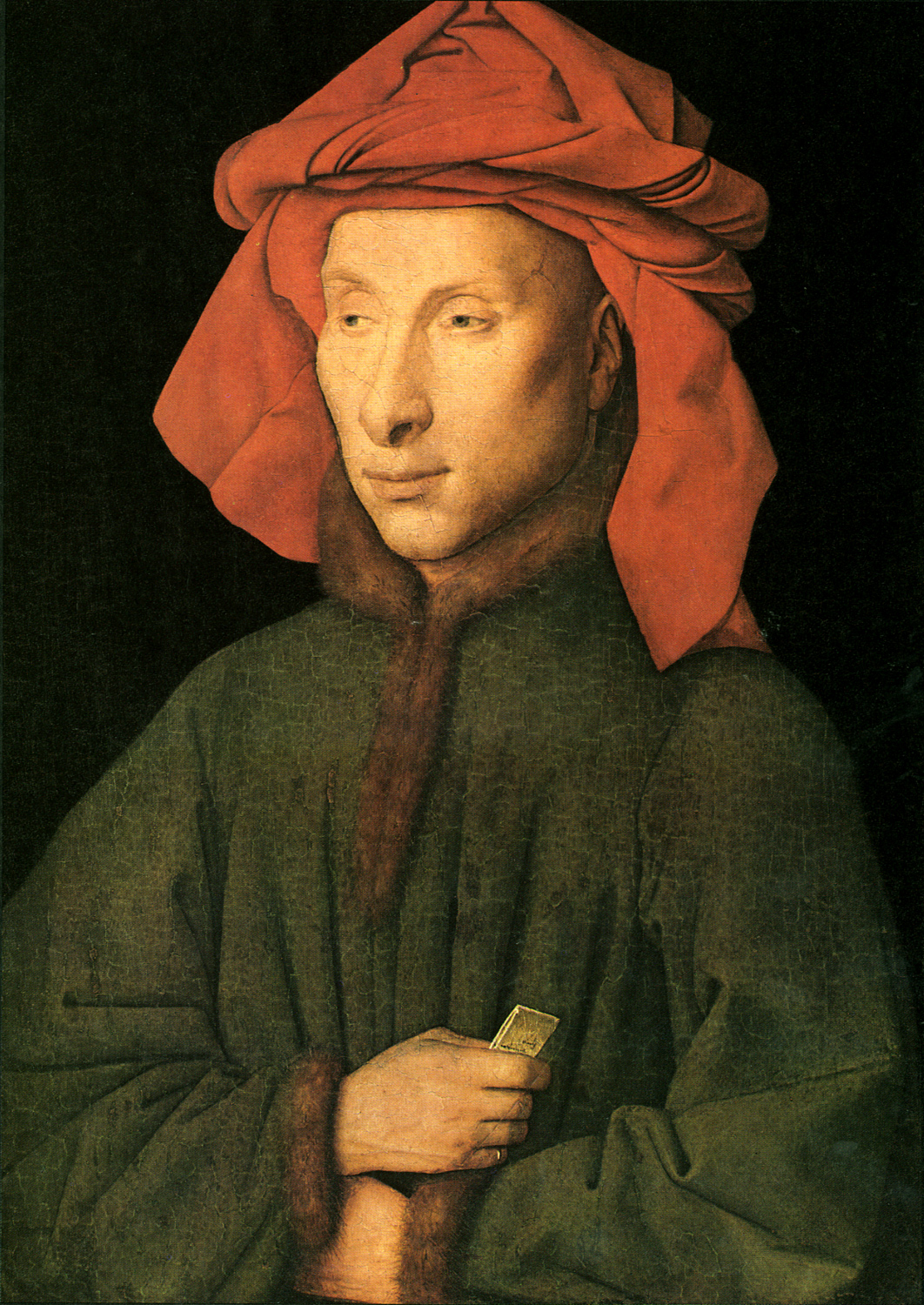
Ян ван Эйк. Портрет Джованни Арнольфини

И в Италии, и на Севере между портретом XIV и XV века существует глубокое типологическое различие: первый развивается в рамках средневековой идеологии, сохраняется условность типизирующих стилевых принципов, хотя уже утрачена символическая имперсональность.
В XV веке складываются две самостоятельные художественные традиции европейского портрета:
1. итальянского Ренессанса
2. северного ars nova, с обособлением затем трех ведущих национальных школ:
  1. нидерландской
  2. французской
  3. немецкой

В Нидерландах XV века бурное развитие городов и культуры, а также то, что придворные художественные центры с их изысканностью утратили своё значение, и мастера сосредоточились в городах, привело к активному развитию портретного жанра. Возникла масляная живопись. В 1420-30-е гг. у ван Эйка и Робера Кампена на основе реалистических тенденций франко-фламандской миниатюры начала XV века и бургундской скульптуре того же периода складывается новый тип реалистической картины. Эта нидерландская живопись в 1-й пол. XV века станет решающим фактором развития стран Северной Европы, найдя отклик в германских, бургундских и французских центрах. К концу века в этих странах, а также в Испании, развиваются местные школы по примере нидерландской — наступает Северное Возрождение.